# 소비에트연방공산당 중앙위원회부설 마르크스-레닌주의 연구원

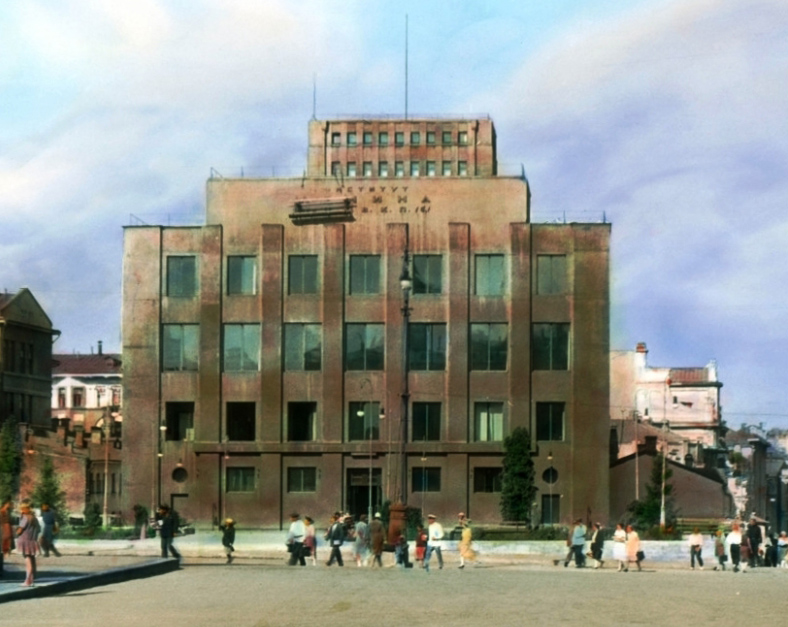
1931년의 마르크스-엥겔스-레닌 연구원.

소비에트연방공산당 중앙위원회부설 마르크스-레닌 연구원(러시아어: Институт марксизма-ленинизма при ЦК КПСС)는 모스크바에 설치된 도서관 겸 기록보관소다. 1919년 K. 마르크스-E. 엥겔스 연구원(러시아어: Институт К. Маркса и Ф. Энгельса)으로서 공산주의자한림원의 부속기관으로 설치되었다. 1922년 공산당 중앙위원회의 부설기관이 되었다.
카를 마르크스, 프리드리히 엥겔스를 비롯한 마르크스주의 이론가들의 미발표 수고를 수집해 출간했다. 1930년까지 40만 점 이상의 단행본과 학술지, 5만 5000 점 이상의 영인본을 소장하여 세계 최대의 사회주의 관련 기록보관소가 되었다.
1931년 2월, 원장 다비드 랴자노프를 비롯한 간부들이 숙청되고, 같은 해 11월 레닌 연구원(1923년 설립)과 통폐합되어 마르크스-엥겔스-레닌 연구원이 되었다(러시아어: Институт Маркса — Энгельса — Ленина). 이후 여러 번 이름이 바뀌다가 1956년 "마르크스-레닌주의 연구원"으로 이름이 확정되었다.
1991년 소련이 멸망하면서 연구원도 폐쇄되었고, 소장 자료들은 러시아 사회정치사 국가기록원(RGASPI)으로 이관되었다.